# 跨国史
跨国史（英語：Transnational history）是歷史學中的一种方法，旨在强调不受民族国家影响的历史现象，例如人或思想的流动。根据历史学家入江昭的说法，“跨国史可以定义为在各种背景下对跨越国界的运动和力量的研究”。该术语起源于美国研究。历史学家使用该术语，试图避免将国家历史作为历史分析的“自然”框架，而是在没有民族国家框架的情况下看待过去。这种对历史研究的重新定位可以看作是对历史学成立于19世纪、民族主义运动在欧洲兴起的事实的一种反应。这个概念与全球史有一些相似之处。